# Cape Doctor
Cape Doctor är det lokala namnet på ett väderfenomen i Sydafrika. Det är en stark vind som sveper in från Atlanten sydostifrån och rensar Kapstaden på luftföroreningar, därav namnet. Det är dock ett mycket större område än bara Kapstaden som berörs av dessa vindar, som kan bli väldigt starka och därmed också orsaka skador på egendom. Cape Doctor kallas också South-Easter.